# Gorybia procera
Gorybia procera là một loài bọ cánh cứng trong họ Cerambycidae.